# Metachroma longicolle
Metachroma longicolle es una especie de escarabajo de la hoja perteneciente al género Metachroma, categorizada en la tribu Typophorini, de la subfamilia Eumolpinae. Fue descrita por Martin Jacoby en 1891.

## Descripción
Mide 2,4-3,4 mm de longitud.

## Distribución
Se distribuye por América del Norte: en los Estados Unidos (en los estados de Texas, Florida, Carolina del Sur y Colorado) y México donde se cree existen aproximadamente 40 o más ejemplares.